# Distretto di Mlyniv
Il distretto di Mlyniv (in ucraino Млинівський район?, Mlynivs'kyj rajon) era un distretto dell'Ucraina, situato nell'oblast' di Rivne, con capoluogo Mlyniv. È stato soppresso in seguito alla riforma amministrativa del 2020.